# بلانکافرت
بلانکافرت (به فرانسوی: Blancafort) یک کمون در فرانسه است که در Canton of Argent-sur-Sauldre واقع شده‌است.

## خصوصیات
بلانکافرت ۶۴٫۳۵ کیلومترمربع مساحت و ۱٬۱۳۱ نفر جمعیت دارد و ۱۷۵ متر بالاتر از سطح دریا واقع شده‌است.